# Inmigración india en Rusia
La inmigración india en Rusia se refiere a los expatriados indios en Rusia, así como a los ciudadanos rusos de origen o ascendencia india.

## Religión
La mayoría de los indios que viven en Rusia son hindúes, con otras poblaciones que incluyen cristianos de origen indio, musulmanes y sijs. El hinduismo se practica en Rusia, aunque la mayoría lo ignora, principalmente por seguidores de la organización hindú Vaishnava Sociedad Internacional para la Conciencia de Krishna, Brahma Kumaris y por swamis itinerantes de la India. Hay un Tantra Sangha activo que opera en Rusia.

## Gente notable
- Swati Reddy - Actriz de cine y presentadora de televisión india (nacida en Vladivostok)
- Abani Mukherji - Revolucionario indio y cofundador del Partido Comunista de India (CPI)
- Elena Tuteja - Miss India Earth 2017 Segunda finalista y modelo india
- Alesia Raut - Modelo y actriz india
- Anjali Raut - Hermana menor de la modelo de moda india Alesia Raut
- Dina Umarova - Supermodelo rusa y esposa del actor indio Vindu Dara Singh